# ブランズ・ハッチ
ブランズ・ハッチ（Brands Hatch）は、イギリス（イングランド）・ケント州にあるサーキット。全長3,703 m。

## 概要
現在はオウルトンパークやスネッタートン・モーターレーシング・サーキットなどのオーナーで、2009年より再開されたFIA F2選手権のプロモーターでもある、元F1ドライバーのジョナサン・パーマー率いる「モータースポーツ・ビジョン」社がコースを所有している。
イギリスGPが、1964年から1986年までシルバーストン・サーキットと一年交代で開催されてきた。1983年と1985年にはヨーロッパGPとして開催された。
2010年までは世界ツーリングカー選手権（WTCC）が開催されたが、2011年からドニントン・パークに開催が移った。現在はイギリスツーリングカー選手権（BTCC）やイギリスF3、ドイツツーリングカー選手権（DTM）などをメインに開催している。
2012年ロンドンパラリンピックでは自転車のロードレースおよびタイムトライアルの会場として使用された。

## コース
全体に高低差の非常に大きな高速テクニカルコースである。同じイギリスのシルバーストンとはキャラクターが大きく異なる。ホームストレートは、ピット側に大きく傾斜しているのも特徴。コース前半はコーナーが続く低速セクション。中盤から終盤にかけては、上り下りを繰り返しながら森の中を突っ切る高速セクションとなる。
ホームストレートを一気に駆け上がり、1コーナーの「パドック・ヒル・ベント」へ。急激に坂を下る高速の右コーナーである。1コーナーを抜けるとすぐに坂を駆け上がり、フルブレーキで「ドルイド・ベント」ヘアピンへ。1コーナーからこのヘアピンにかけては接触事故が多いポイントである。
インフィールドの中速コーナー区間を抜けると、急勾配の坂を一気に駆け下りるダウンヒルストレートへ入り、深い森の中へ。ダウンヒルストレートはスピードが急激に伸びる上、急勾配の下り坂でマシンのバランスが崩れやすい、さらにオーバーテイクが可能なエリアであるため、接触事故が非常に多いポイントである。1988年のF3000では10数台のマシンが激しく絡み合う大クラッシュが発生、ジョニー・ハーバートが重傷を負ってしまう。
森の中は3つの高速コーナーが連続し、森をぐるりと取り囲むように周回する。3つめのコーナー「ディングル・デル」は右・左と素早く切り返す高速シケインであったが、改修されて1つの高速コーナーとなった。森を抜けるとまた急勾配の坂を駆け上がりながら最終コーナーを迎え、ホームストレートへと戻る。
座標: 北緯51度21分34.85秒 東経0度15分33.27秒 / 北緯51.3596806度 東経0.2592417度